# 小行星1621
小行星1621（1621 Druzhba）是一颗绕太阳运转的小行星，为主小行星带小行星。该小行星于1926年10月1日发现。
該小行星以友誼的俄語命名。

## 轨道参数
小行星1621的轨道半长轴为2.2300578 UA，离心率为0.12。